# Хогг, Джим
Джеймс Стивен «Большой Джим» Хогг (англ. James Stephen «Big Jim» Hogg; 24 марта 1851, Чероки, Техас — 3 марта 1906, Хьюстон) — американский политик, 20-й губернатор штата Техас, член демократической партии.

## Биография

### Ранние годы
Джеймс Хогг родился в округе Чероки, штат Техас. Его родители, Джозеф Льюис Хогг и Люсанда МакМат, переехали в Техас в конце 1836 года. Во время гражданской войны его отец служил бригадным генералом в армии конфедератов. Джозеф Хогг умер в 1862 году, а Люсанда в следующем году. Хогга и его двух братьев воспитала их старшая сестра Франсис. В семье было мало денег, поэтому Хогг после получения начального образования пошёл работать.
В 1866 году Хогг отправился в Тускалусу, чтобы получить образование. По возвращении в Техас он стал работать учеником в типографии газеты Rusk Chronicle. В 1867 году Хогг переехал из Восточного Техаса в Клиберн, где нашёл работу в Cleburne Chronicle. Вскоре после его прибытия здание, в котором размещалась Cleburne Chronicle, сгорело, и Хогг вернулся в Восточный Техас. На протяжении нескольких последующих лет он работал на ферме и изучал право. Позже он руководил Longview News и основал Quitman News.

### Государственная служба
В 1873 году Хогг был назначен мировым судьёй в Куитмене. В следующем году он женился на Саре Энн Стинсон. У них было четверо детей: Уилл (1875), Айма (1882), Майк (1885) и Том (1887). Айма была названа по имени героини поэмы «Судьба Марвин», написанной старшим братом Хогга, Томом, в 1873 году. Несмотря на то, что по легенде у Хогга также была дочь по имени Юра, это является неправдой.
В 1876 году Хогг потерпел поражение от Джона Гриффита на выборах в легислатуру Техаса. В 1878 году он вернулся на государственную службу, когда был избран прокурором округа Вуд. В 1880—1884 годах он был прокурором 7-го округа Техаса.
Хогг был одним из тех, кто смог убедить чернокожее население округа Смит проголосовать на всеобщих выборах за демократов, в результате чего округ стал оплотом Демократической партии. Хоггу рекомендовали баллотироваться в Конгресс США, но он отказался и продолжил заниматься юридической практикой в Тайлере.

### Генеральный прокурор Техаса
В 1886 году Хогг был избран генеральным прокурором Техаса, предложив программу реформирования контроля за железными дорогами. В то время у штата были полномочия контролировать транспортную отрасль, но существующие законы либо не выполнялись, либо были неподходящими. Хогг внёс в легислатуру поправку к конституции, которой учреждалась Железнодорожная комиссия Техаса. В 1888 году Хогг подал в суд на железнодорожные компании, в частности, за попытку создать монополию. Хогг выиграл, победив в суде влиятельного железнодорожного магната Джея Гулда и создав себе имя на политической арене штата.
Хогг также пытался бороться со злоупотреблениями со стороны других крупных корпораций. Он взялся за страховые компании, вынудив некоторые из них покинуть штат, а другие заставил действовать в рамках закона. Под его руководством Техас стал вторым штатом, в котором было принято антимонопольное законодательство.

### Губернатор Техаса
При поддержке фермеров, скотоводов и мелких торговцев Хогг выиграл выборы губернатора штата Техас в 1890 году. 3 апреля 1891 года подавляющее большинство членов легислатуры приняли законопроект о создании железнодорожной комиссии. Хогг назначил трёх членов комиссии, а сенатора Джона Рейгана, автора закона о торговле между штатами, — её председателем. Он также назначил своего старого друга, Билла Макдональда, капитаном техасских рейнджеров.
В 1892 году Хогг был переизбран на второй срок. Во время своего второго срока он одобрил три конституционные поправки. Хогг ветировал предложения предоставить банкам штата льготы и обеспечить малоимущих ветеранов армии КША пенсиями, но одобрил поправку, позволяющую общественности выбирать железнодорожную комиссию. По его настоянию был принят закон, позволивший железнодорожной комиссии устанавливать налог на основе справедливой стоимости и остановивший манипуляции железнодорожных компаний с акциями. В 1894 году Верховный суд подтвердил конституционность комиссии.
В апреле 1893 года был принят закон, требующий от объединений, выпустивших облигации, иметь план, как получить достаточно прибыли, чтобы заплатить по ним проценты. Последнее предвыборное обещание Хогг выполнил, когда был принят закон о земле, который, однако, имел множество лазеек.
В 1894 году штат Техас подал в суд на компанию Джона Рокфеллера Standard Oil и её дочернюю техасскую компанию Waters-Pierce Oil Company of Missouri. Хогг и генеральный прокурор утверждали, что компании занимались картельным сговором и другими вещами, запрещёнными принятым в Техасе в 1889 году антитрестовским законом. В результате проведённого расследования было предъявлено несколько обвинений, в том числе одно Рокфеллеру. Хогг требовал экстрадировать Рокфеллера из Нью-Йорка, но губернатор Нью-Йорка отказал, объяснив это тем, что Рокфеллер не бежал из Техаса. Рокфеллера никогда не судили, хотя другие сотрудники компании были признаны виновными.

### Последние годы
В 1895 году закончился срок полномочий Хогга на посту губернатора, в том же году умерла его жена. Покинув пост не богатым человеком, Хогг, благодаря своим связям, начал участвовать в сделках с землёй и нефтью и накопил большое состояние.
В январе 1905 года, во время деловой поездки, в результате железнодорожной аварии Хогг был ранен. Он полностью так никогда и не выздоровел, и умер во сне 3 марта 1906 года. Он похоронен на кладбище Оквуд в Остине.
В его честь назван округ Джим-Хогг.